# Лешерн фон Герцфельд, Софья Александровна
Софья Александровна Лешерн фон Герцфельд (1842, Новгородская губерния, Российская империя — 1898, Селенгинск, Забайкальская область, Российская империя) — русская революционерка, народница.

## Биография
Представительница старинного дворянского рода, восходящего к шведскому офицеру Лешерну фон Герцфельду (Löschern v. Herzfeld), пленённому русскими в ходе Северной войны и взятому на службу российским императором Петром I. С 1760 года — дворяне Эстляндской губернии. Родилась в семье генерал-майора Александра Карловича Лешерн фон Герцфельда (1804—1873) и его супруги Натальи Алексеевны (урождённая Тыркова;1817—1895). Вместе с Софьей воспитывалась старшая сестра Анна (31 января 1838 — 8 сентября 1899) и братья Фёдор и Александр. Получила хорошее домашнее образование, знала иностранные языки, была начитана.
В 1870 году поступила на Аларчинские женские курсы в Санкт-Петербурге. Познакомилась со слушательницами курсов Софьей Перовской, Е. Ковальской и А. Корбой, сёстрами Александрой и Верой Корниловыми. Обучаясь на курсах, они создали кружок по изучению политической литературы.
В 1871 году по своей инициативе начала вести социальную работу в деревне. Недалеко от своей родовой усадьбы, в Меглецах она организовала для крестьян ссудо-сберегательное товарищество. В 1872 году там же открыла школу для крестьян, учителем которой был приглашён П. В. Засодимский, проработавший до середины декабря 1882 года. Затем был приглашен Д. И. Гамов, арестованный под Москвой в 1873 году за распространение прокламаций и осуждённый в дальнейшем по делу А. В. Долгушина. После этого Софье Герцфельд вынуждена была сама заниматься преподавательской деятельностью в школе. В 1873 году по доносу её школа была закрыта властями, а самой Софье запрещена педагогическая деятельность.
До поздней осени 1873 года проживала в родовом имении и вела противоправительственную пропаганду среди крестьян. Была арестована, но вскоре освобождена.
В конце 1873 года переехала в Санкт-Петербург. Вошла в народнический кружок Ф. Н. Лермонтова. В мае 1874 года с фальшивым паспортом на имя Варвары Лешевой начала «хождение в народ», занималась противоправительственной пропагандой среди крестьян в Саратовской губернии.
17 июня 1874 года была арестована в Саратове. Содержалась сначала в Саратовском тюремном замке, затем переведена в Санкт-Петербург. С 19 февраля 1875 года содержалась в Петропавловской крепости. 20 января 1876 года переведена в Дом предварительного заключения. С 5 октября 1876 года опять в Петропавловской крепости. 12 октября 1877 года снова переведена в Дом предварительного заключения. 5 мая 1877 года предана суду Особого Присутствия Правительствующего Сената по обвинению в составлении противозаконного сообщества и в участии в нём (Процесс ста девяноста трёх). 29 октября 1878 года за отказ отвечать на вопросы суда удалена из зала заседаний. 23 января 1878 года признана виновной во вступлении в противозаконное сообщество со знанием о его преступных целях и приговорена к лишению всех прав и к ссылке в Тобольскую губернию, причём суд ходатайствовал о замене назначенного наказания высылкой в одну из отдаленных губерний Европейской России.
В связи с ходатайством влиятельных родственников (через фрейлину императрицы) император Александр II фактически отменил приговор суда. По Высочайшему повелению 11 мая 1878 года приговор суда утверждён условно, а на деле она подчинена надзору полиции с мая 1878 года в Санкт-Петербурге на три года. В августе 1878 года подала прошение о желании следовать в Архангельскую губернию за своим женихом, осуждённым Феофаном Никандровичем Лермонтовым. Однако поездка не состоялась ввиду смерти Ф. Н. Лермонтова.
Во второй половине 1878 года скрылась из Санкт-Петербурга, перешла на нелегальное положение. С фальшивым паспортом переехала в Киев и примкнула к кружку В. А. Осинского.
24 января 1879 года арестована с В. А. Осинским и И. Ф. Волошенко в Киеве после вооружённого сопротивления под фамилией жены землемера Байковой. Киевским военно-окружным судом 7 мая 1879 года приговорена по делу В. Осинского к смертной казни через расстрел, заменённой по конфирмации 13 мая 1879 года лишением всех прав и бессрочными каторжными работами в крепостях. 21 ноября 1879 года прибыла на Карийскую каторгу.
В сентябре 1890 года выпущена в вольную команду. В связи с применением условий манифеста 1891 года срок работ сокращен до 20-ти лет. По манифесту 1894 года выпущена на поселение. Поселена в Селенгинске (Забайкальская область).
Умерла в 1898 году от пневмонии в Селенгинске.

## Мужья
- Феофан Никандрович Лермонтов
- Валериан Андреевич Осинский

## Адрес в Киеве
Киев, улица Владимирская 37 кв. 29

## Факт
Софья Александровна Лешерн фон Герцфельд — первая женщина в Российской империи, осуждённая царским судом за революционную деятельность на смертную казнь.

### Комментарии
1. ↑  Новый, неопробованный револьвер в руке Лешерн, при двух попытках выстрелить в капитана полиции Г. П. Судейкина, не сработал.
2. ↑  По другим сведениям умерла в Верхнеудинске.